# Hammer (Siegsdorf)

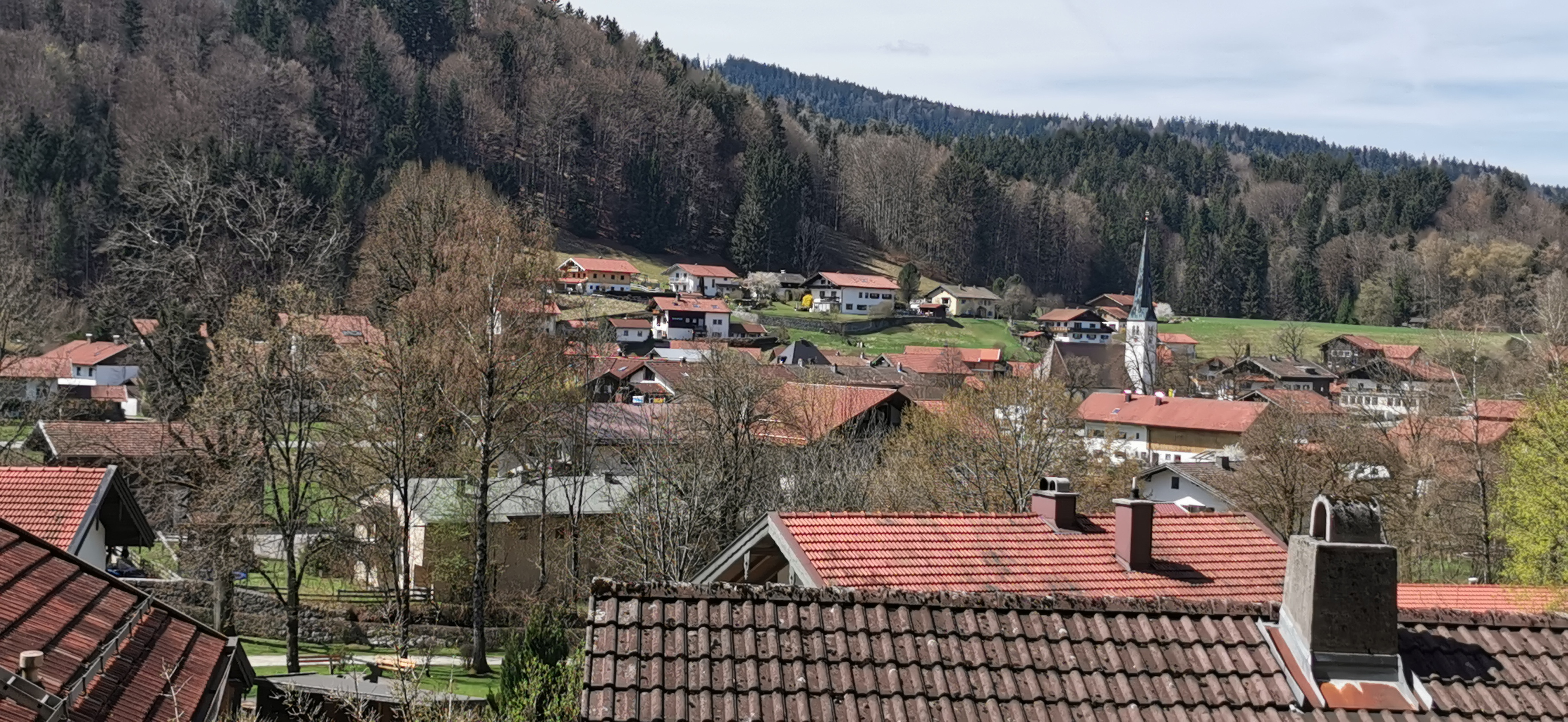
Ortsansicht

Hammer ist ein Luftkurort und ein Gemeindeteil der Gemeinde Siegsdorf im Landkreis Traunstein in Bayern.

## Geographie
Das Pfarrdorf liegt im südlichen Chiemgau an der Bundesstraße 306, welche Teil der Deutschen Ferienroute Alpen-Ostsee ist.

## Geschichte
Der Ortsname kommt von der Hammerschmiede, die in Hammer ansässig war. Das Gebäude dieser Schmiede ist noch neben dem Gasthof Hörterer zu sehen. Er liegt am Verlauf der ehemaligen Soleleitung Reichenhall – Traunstein – Rosenheim.
Die politische Gemeinde Hammer entstand durch das Zweite Gemeindeedikt 1818 mit den Teilorten Farnbichl, Hachau, Mauer, Meisau, Scheiblegg und Wagenau.
Hammer hatte im Jahr 1933 318 Einwohner. Die Pfarrkuratiekirche St. Rupert, ein einschiffiger Saalbau mit an der Nordwestecke beigestelltem Turm, wurde von Georg Berlinger jun. 1934/35 errichtet.
Durch die Gebietsreform in Bayern wurde am 1. Mai 1978 die Gemeinde Hammer auf freiwilliger Basis in die Gemeinde Siegsdorf eingegliedert.

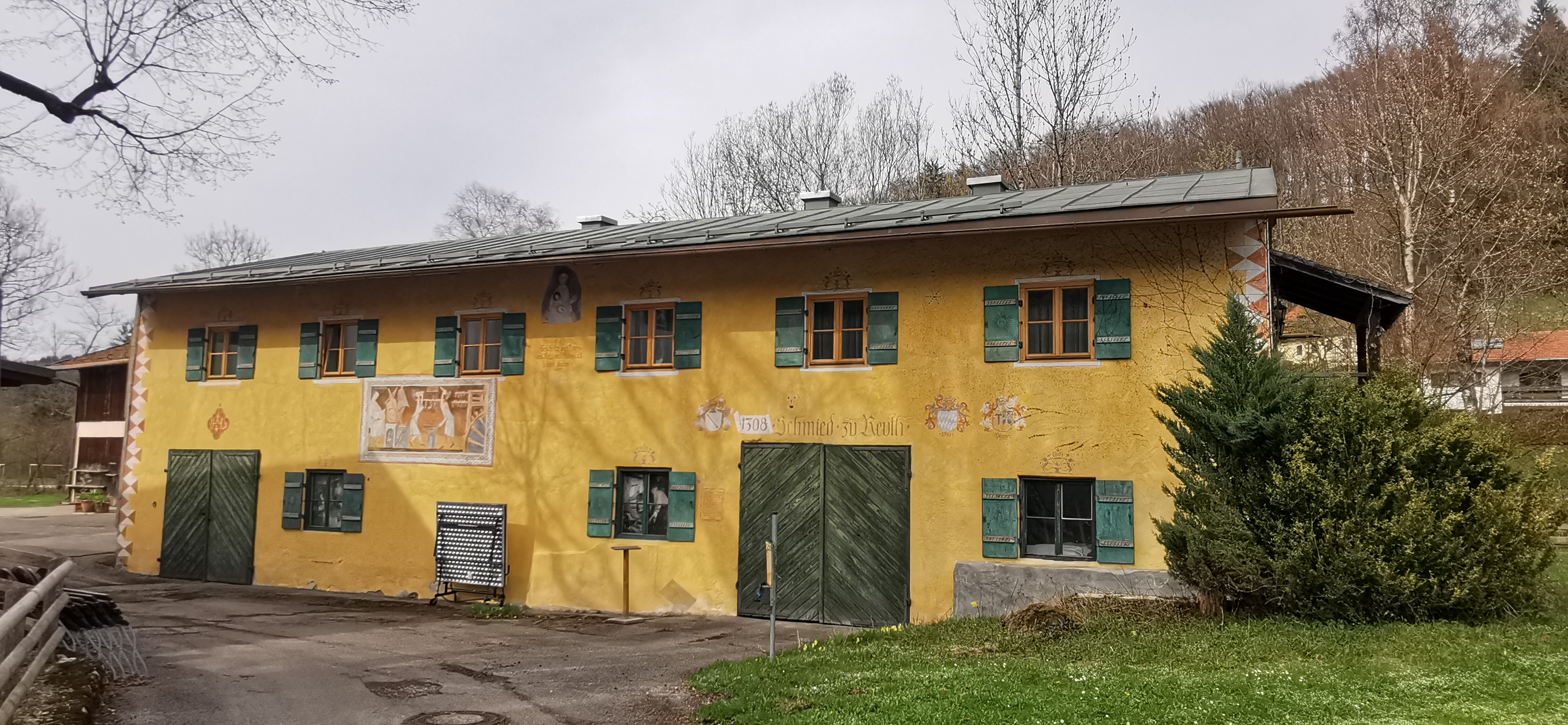
Ehem. Hammerschmiede

## Baudenkmäler
Siehe: Liste der Baudenkmäler in Hammer
- ehem. Hammerschmiede
- Pfarrkuratiekirche St. Rupert

## Vereine
Ansässige Vereine sind u. a. der Skiclub Hammer, bei dem die Olympiasieger Peter Angerer, Martina Zellner und Hahnenkammsieger Sepp Ferstl aktiv waren, und der GTEV D'Sulzberger Hammer.

## Persönlichkeiten
- Franz Xaver Huber (1769–1842), Forstmann

## Sonstiges
Im Ort gibt es den Gasthof Hörterer (Hammerwirt) mit 33 Zimmern, Badesee und Restauration.